# شهر را قرمز رنگ کن (ترانه دوجا کت)
«شهر را قرمز رنگ کن» (به انگلیسی: Paint the Town Red) ترانه‌ای از رپر و خوانندهٔ آمریکایی دوجا کت است که در چهارمین آلبوم استودیویی‌اش تحت عنوان اسکارلت (۲۰۲۳) قرار دارد. این قطعه در ۴ اوت ۲۰۲۳ از سوی کموساب و آرسی‌ای رکوردز به‌عنوان تک‌آهنگ اصلی آلبوم منتشر شد، «شهر را قرمز رنگ کن» توسط دوجا کت سروده شده و تهیه‌کنندگی آن‌را ارل آن د بیت، رابین، ژان-باپتیست و دی‌جی ری‌پلی بر عهده داشته‌اند. در این قطعه از ترانهٔ سال ۱۹۶۴ «رد می‌شوم» از دیان وارویک نمونه‌برداری شده‌است. در متن ترانه، دوجا کت منتقدانش را نادیده می‌گیرد و پس از بحث‌هایی در شبکه‌های اجتماعی با هوادارانش، بر هویت مستقل خود تأکید می‌کند.